# 瓦尔斯 (阿列日省)
瓦尔斯（法語：Vals，法語發音：[vals]）是法国阿列日省的一个市镇，属于帕米耶区。

## 地理
瓦尔斯（43°5'45"N, 1°45'38"E）面积4.13 平方千米，位于法国奧克西塔尼大區阿列日省，该省份为法国西南部内陆省份，西部和北部与上加龙省接壤，东临奥德省，东南至东比利牛斯省接壤，南与安道尔和西班牙接壤。
与瓦尔斯接壤的市镇（或旧市镇、城区）包括：莱皮若勒、里约克罗斯、圣费利德图尔内加、泰耶。

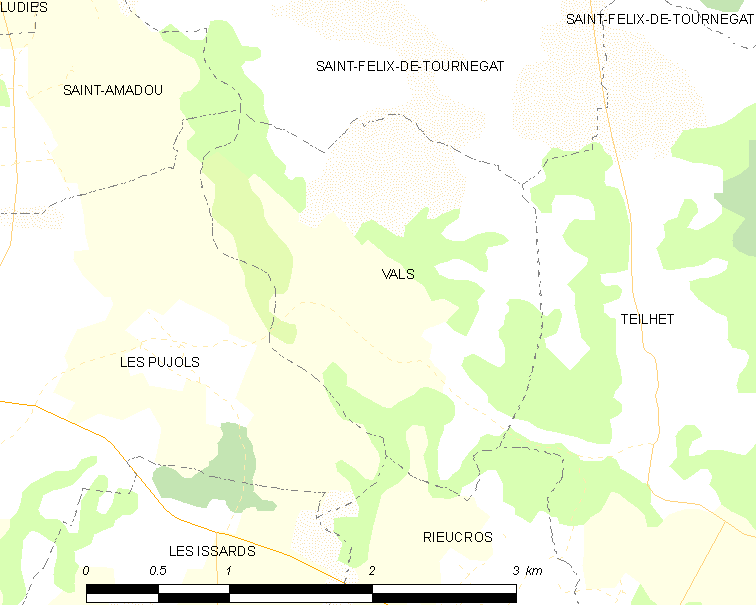
的OSM定位图

瓦尔斯的时区为UTC+01:00、UTC+02:00（夏令时）。

## 行政
瓦尔斯的邮政编码为09500，INSEE市镇编码为09323。

## 政治
瓦尔斯所属的省级选区为米尔普瓦县。

## 人口

1962-2008年间人口变化图示

瓦尔斯于2022年1月1日时的人口数量为87人。